# Ghulam Rasul
Ghulam Rasul (urdu ‏غلام رسول‎, ur. 1 maja 1931 w Amritsarze, zm. 24 grudnia 1991 w Lahaurze) – pakistański hokeista na trawie. Dwukrotny medalista olimpijski.
Brał udział w dwóch igrzyskach (IO 56, IO 60), na obu zdobywając medale: srebro w 1956 i złoto cztery lata później. Z reprezentacją Pakistanu triumfował w igrzyskach azjatyckich w 1958 i 1962. Pełnił funkcję kapitana zespołu.
Jego syn Akhtar Rasul także był hokeistą, medalistą olimpijskim.